# Троянкер, Аркадий Товьевич

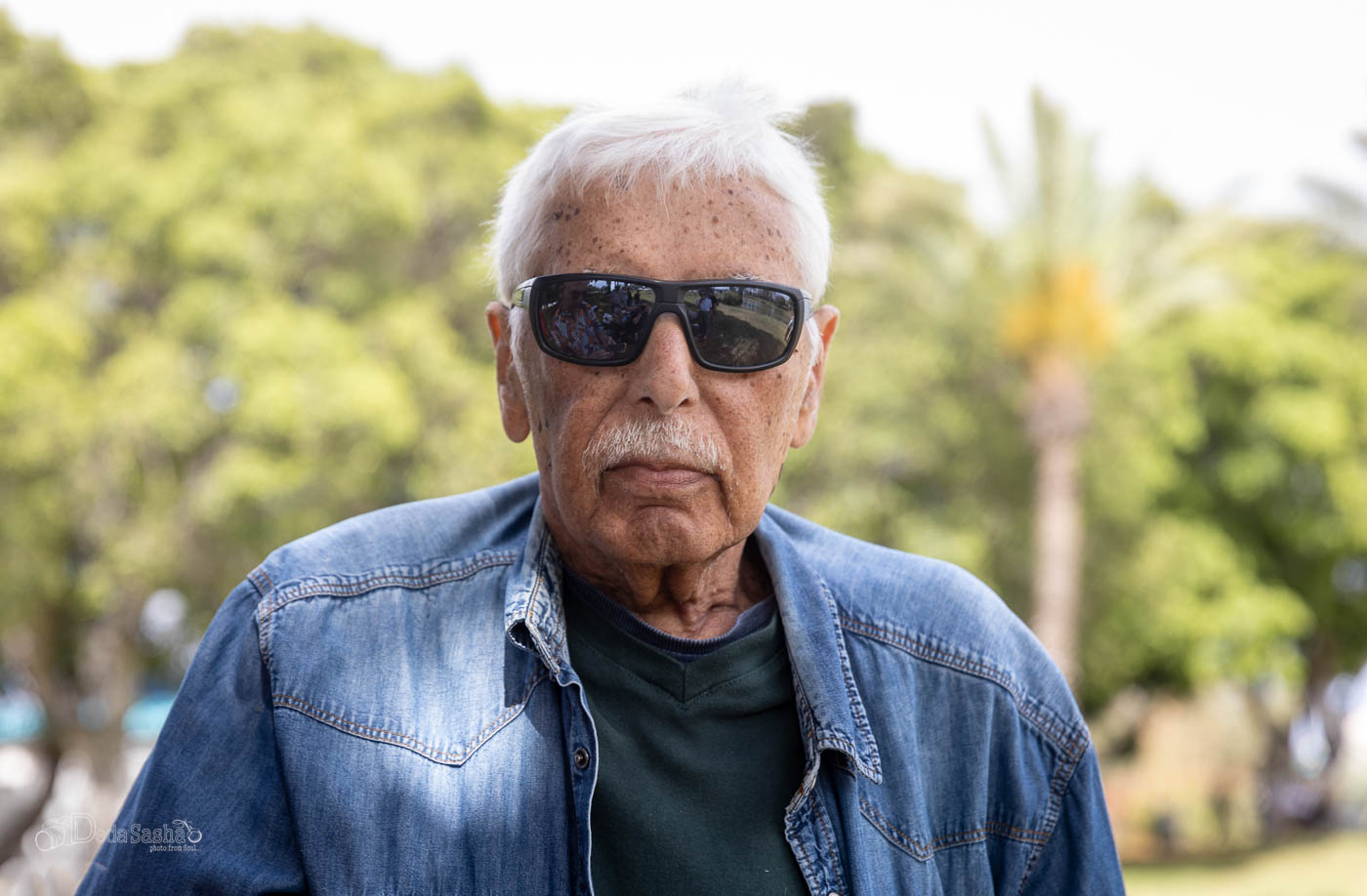
Аркадий Троянкер в последние годы жизни. Израиль

Аркадий Товьевич Троянкер (24 августа 1937, Москва — 17 марта 2025) — советский, российский и израильский книжный график, графический дизайнер.

## Биография
Родился 24 августа 1937 года в Москве.
1949—1956 — МСХШ.
1956—1958 — «Союзмультфильм», курсы мультипликаторов.
1958—1959 — театр «Современник», рабочий сцены.
1959—1965 — Московский полиграфический институт.
С 1965 года внештатная работа. Московские издательства, журналы «Декоративное искусство», «Советское фото», «Техническая эстетика» и др.
1977—1981 — художественный руководитель отдела упаковки «Роспромигрушка».
1981—1989 — главный художник издательства «Книга».
С 1991 года — газеты «Зеркало», «Общая газета», журналы «Русский курьер», Internet, «Современные отечественные записки».
1994—1995 — арт-директор издательства Magisterium.
1995—2001 — арт-директор журнала «Итоги».
2002—2003 — арт-директор «Еженедельного журнала».
2004—2005 — арт-директор Издательского дома «Дейч».
2005—2010 — арт-директор Издательского дома «Анатолия».
2007—2015 — мастерская графического и книжного дизайна в Высшей академической школе графического дизайна.
2010—2015 — мастерская книжного дизайна в Национальном институте дизайна при Союзе дизайнеров России.
2014 — издательство ARCADIA.
2015 — переезд вместе с семьёй в Израиль.
Член Московского союза художников,
член Союза журналистов России,
член Союза дизайнеров России,
академик Академии графического дизайна,
1992—1997 — вице-президент, 1997—2001 — президент, академик Национальной академии дизайна России.
В последние годы жил в Рамат-Гане, Израиль.
Скончался 17 марта 2025 года.

## Семья
Аркадий Троянкер был женат трижды:
1. Татьяна Макарова (1940—1974) — поэтесса.
2. Елизавета Радлова (род. 1939).
Дети:
- пасынок Василий Александрович Радлов (род. 15 марта 1961),
- сын Фёдор Аркадьевич Радлов (род. 1 октября 1966),
- дочь Елизавета Аркадьевна Радлова (Фриттон) (род. 28 ноября 1973).

3. Мария Троянкер (род. 1975).
Дети:
- Михаил Аркадьевич Троянкер (род. 14 апреля 1999),
- Шура Аркадьевна Троянкер (род. 1 марта 2003).

## Награды и премии
1970 диплом Ивана Фёдорова
1976 золотая медаль на Международном конкурсе «Самая красивая книга мира» в Лейпциге
1984 приз и диплом «Бронзовая сова» на Международной ярмарке книги в Софии
1997 дипломы за лучший макет журнала и лучшую обложку издания на выставке-конкурсе «Лучший газетно-журнальный дизайн России»
2007 приз «Виктория» от Союза дизайнеров России
2008 Гран-при ежегодного Национального конкурса «Книга года» получил альбом Юрия Роста «Групповой портрет на фоне века»
2012 премия «Человек книги»